# الشعراء (الحد)

تعديل مصدري - تعديل

الشعراء هي إحدى قرى عزلة الحد بمديرية الحد التابعة لمحافظة لحج، بلغ تعداد سكانها 450 نسمة حسب تعداد اليمن لعام 2004.